# هربرت اف. یورک
هربرت فرانک یورک (انگلیسی: Herbert York; زاده ۲۴ نوامبر ۱۹۲۱ – درگذشته ۱۹ مهٔ ۲۰۰۹) دانشمند در زمینه فیزیک اهل ایالات متحده آمریکا بود. او چندین مقام اداری و اجرایی در موسسات مختلف دولتی و آموزشی ایالت متحده آمریکا داشت.
وی همچنین برندهٔ جوایزی همچون کمک‌هزینه گوگنهایم و جایزه انریکو فرمی شده‌است.

## زندگی‌نامه
او در سال ۱۹۴۳ در راچستر، نیویورک به دنیا آمد و مدرک دکترای خود را از دانشگاه کالیفرنیا، برکلی در سال ۱۹۴۹ دریافت کرد. طی جنگ جهانی دوم، او یک فیزیکدان در آزمایشگاه ملی لارنس برکلی و اوک ریج، تنسی به عنوان بخشی از پروژه منهتن بود. او اولین مدیر آزمایشگاه ملی لارنس لیورمور از سال ۱۹۵۲ تا ۱۹۵۸ بود. پس از ترک آزمایشگاه در سال ۱۹۵۸، او موقعیت‌های متعددی در هر دو بخش از دولت و دانشگاهیان، از جمله اولین دانشمند ارشد دارپا، و اولین مدیر تحقیقات و مهندسی دفاع داشت. یورک استاد فیزیک در دانشگاه کالیفرنیا، برکلی بود. او رئیس بنیانگذار دانشگاه کالیفرنیا، سن دیگو (۱۹۶۱ ۱۹۶۴، ۱۹۷۰) بود. او بعدها به عنوان سفیر آمریکا در مذاکرات مربوط به پیمان منع جامع آزمایش هسته‌ای در ژنو، سوئیس (۱۹۷۹–۱۹۸۱) خدمت کرد.

## درگذشت
هربرت یورک در ۱۹ مه ۲۰۰۹ در سن دیگو درگذشت.